# Martin-Luther-Straße 4 (Bad Kissingen)

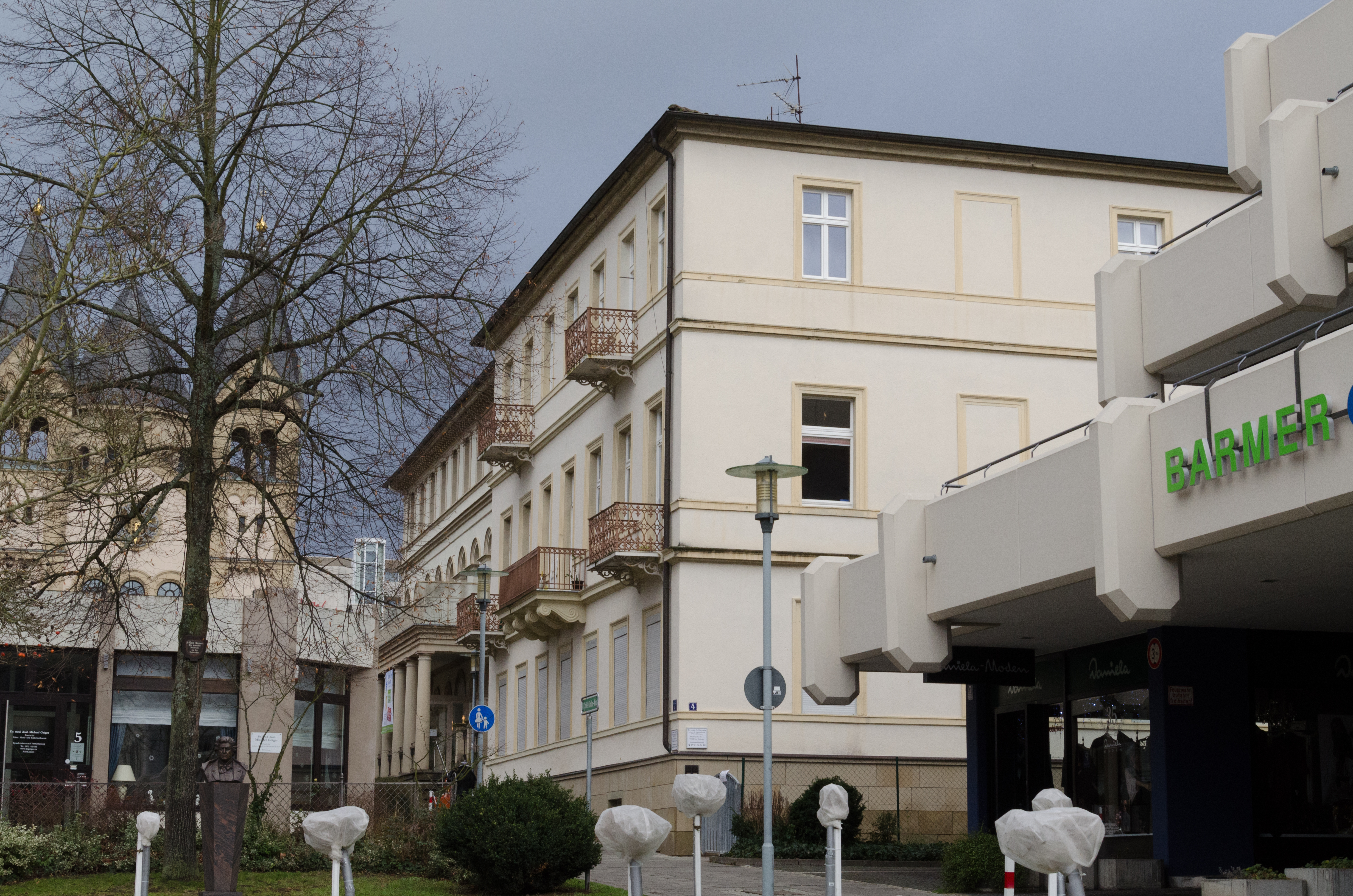
Martin-Luther-Straße 4 in Bad Kissingen

Das Gebäude Martin-Luther-Straße 4 in der Martin-Luther-Straße in Bad Kissingen, der Großen Kreisstadt des unterfränkischen Landkreises Bad Kissingen, gehört zu den Bad Kissinger Baudenkmälern und ist unter der Nummer D-6-72-114-66 in der Bayerischen Denkmalliste registriert.

## Geschichte
Das Anwesen entstand als Dependance zum Nachbargebäude, dem vom Bad Kissinger Badearzt Franz Anton von Balling geleiteten Kurhotel Ballinghaus. Das Gebäude im klassizistischen Stil mit flachem Walmdach hatte ursprünglich nur zwei Geschosse.
Die Präsenz auf den Kissinger Stadtansichten der Biedermeierzeit drückt den Status des Anwesens als traditionsreiche Beherbergungsstätte des Ortes aus.
In der zweiten Hälfte des 19. Jahrhunderts wurde das Gebäude aufgestockt.